# Аткильня (річка)
Атки́льня, Откильня — річка в Ріпкинському районі Чернігівської області України, ліва притока річки Немильня басейну Дніпра. 
Довжина річки становить 19 км. 
Річка починається в селі Аткильня, тече на північний захід і впадає до річки Немильня (басейн Сожу) на північній околиці села Нові Яриловичі. 
Має праву притоку Коганець.
Аткильня повністю протікає через ліси. 
На річці села Аткильня, Строївка, Чижівка, Гута-Ткачова, Сиделівка. 
У верхів'ї через річку проходить залізниця Чернігів—Гомель.

## Галерея
Траса Добрянка-Нові Яриловичі. Міст через річку Аткильня.

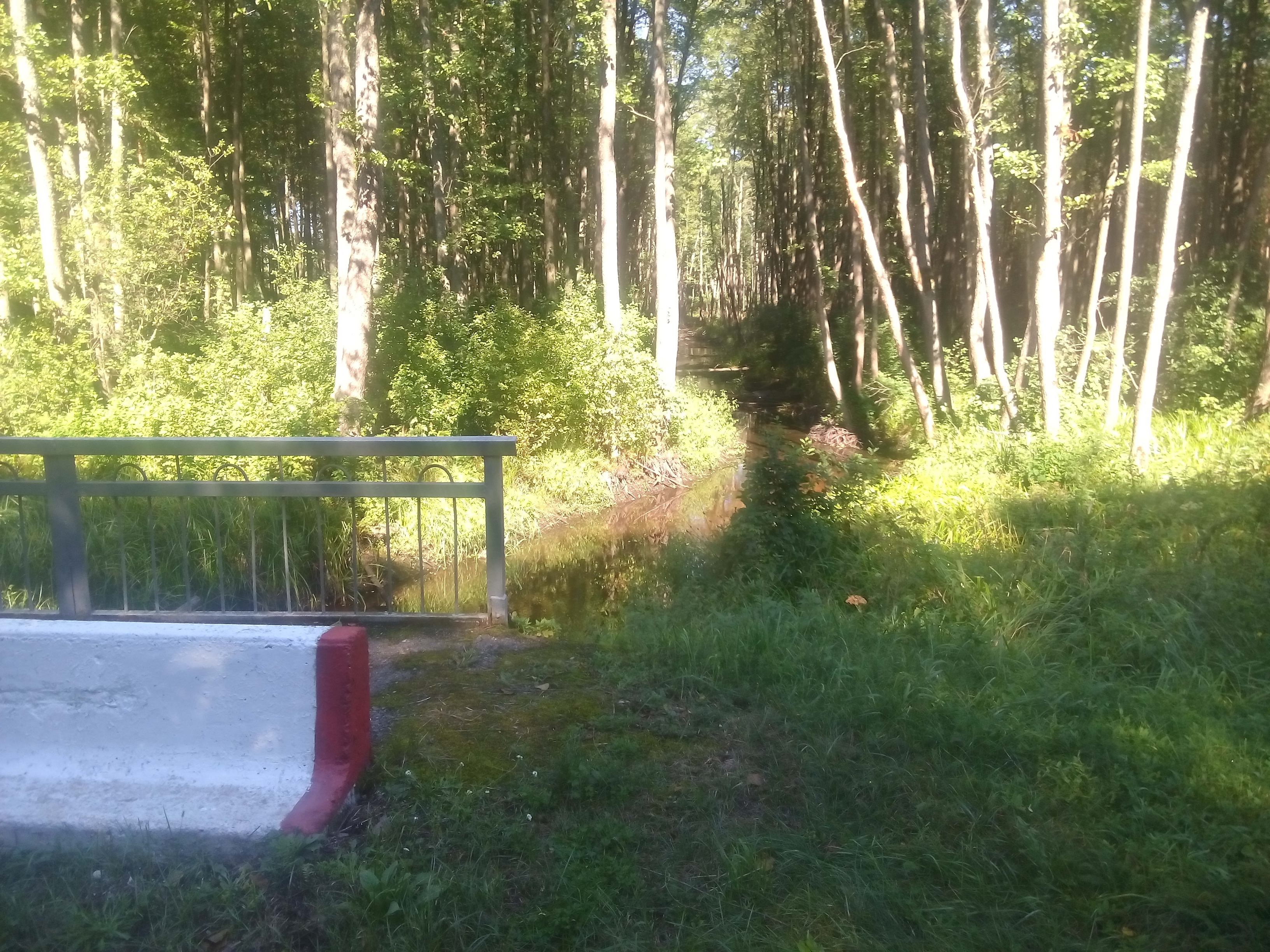
Річка Аткильня, міст через річку біля села Гута-Ткачова
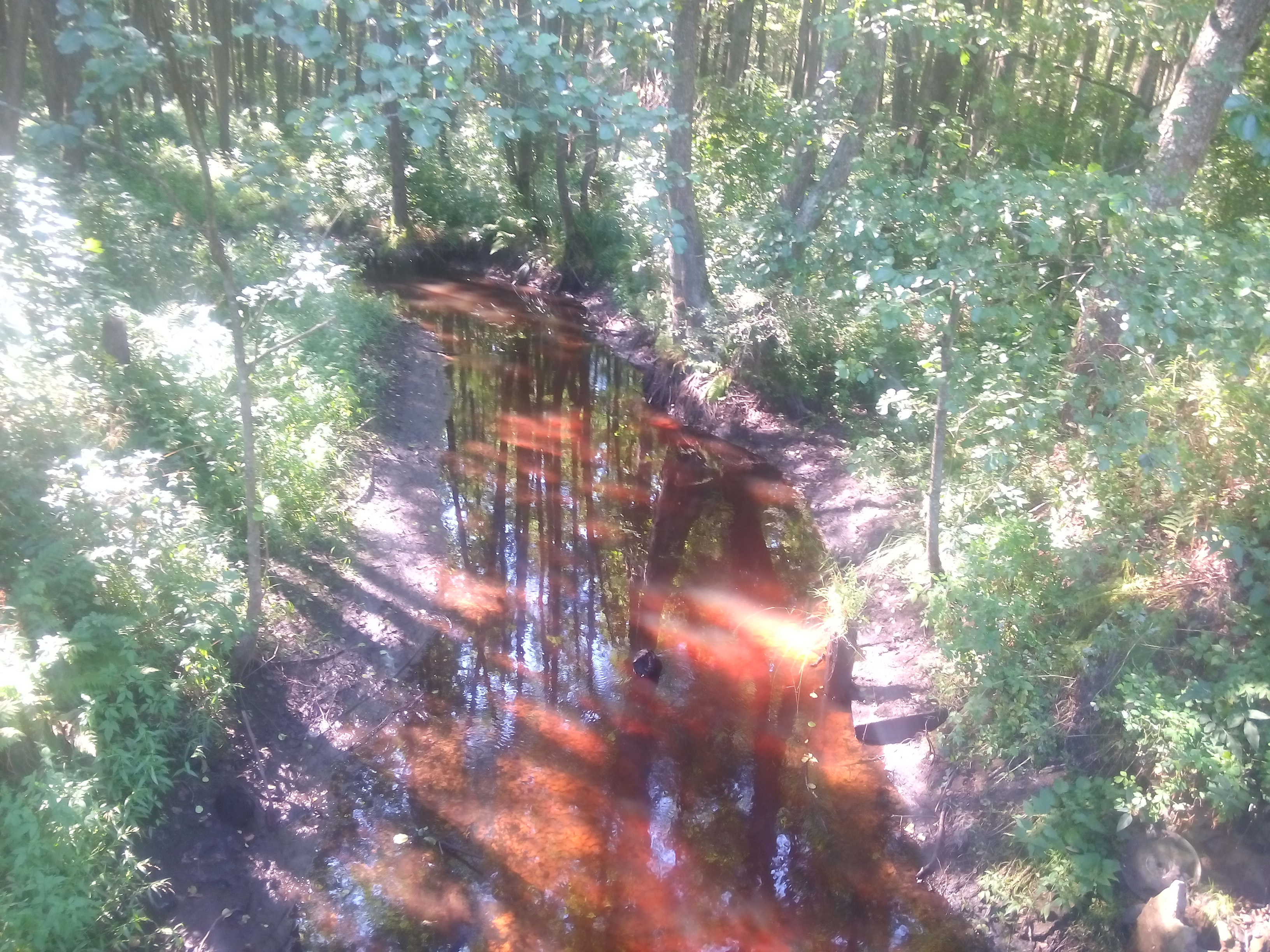
видно коричневе дно річки